# Enéas Martins

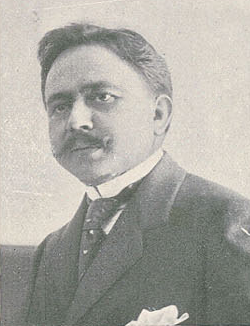
Enéas Martins

Enéas Martins (Cametá, 1872 - Rio de Janeiro, 2 juli 1919), was een Braziliaans politicus.

## Politieke carrière
Enéas Martins was in 1912 interim-minister van Buitenlandse Zaken. Van 1 februari 1913 tot 1 februari 1917 was hij president van de deelstaat Pará.
Enéas Martins overleed in 1919.